# Jerusalem, du högtbelägna stad
Jerusalem, du högtbelägna stad är en psalm från 1626 av Johann Matteus Meyfart. Enligt 1937 års psalmbok gjordes den ursprungliga översättningen av Carl Axel Torén 1867 och bearbetades därefter av Edvard Evers 1902, Svante Alin 1903 och Paul Nilsson 1916.
Melodin är en tonsättning av Melchior Frank från 1663 och enligt Koralbok för Nya psalmer, 1921 är det samma melodi som används till psalmen Så gick din gång till härlighetens värld (1921 nr 521).

## Publicerad i
- Hemlandssånger 1891 som nr 498 med inledningen "Jerusalem, du Herrens nya stad" under rubriken "Härligheten."
- Nya psalmer 1921, tillägget till 1819 års psalmbok, som nr 670 under rubriken "De yttersta tingen: Uppståndelsen, domen och det eviga livet".
- 1937 års psalmbok, som nr 596 under rubriken "Uppståndelsen, domen och det eviga livet".